# Huélago
Huélago település Spanyolországban, Granada tartományban. Huélago Morelábor, Pedro Martínez, Fonelas, Guadix és Darro községekkel határos. Lakosainak száma 358 fő (2024).

## Népesség
A település népessége az elmúlt években az alábbi módon változott:
| Lakosok száma | 528  | 471  | 439  | 391  | 351  | 438  | 406  | 403  | 384  | 358  |
|               | 2001 | 2004 | 2006 | 2009 | 2011 | 2014 | 2016 | 2019 | 2021 | 2024 |